# Kalaripayattu
El Kalaripayattu, també conegut simplement com a Kalari, és un estil de lluita i art marcial índia originari de l'actual estat de Kerala, a la costa sud-oest de l'Índia. És molt preuat a causa de la seva llarga història dins de les arts marcials índies i, de fet, es creu que és l'art marcial més antiga d'aquest país. També es considera una de les arts marcials més antigues que encara existeixen, ja que el seu origen es remunta, almenys, fins al segle iii aC.
Se l'esmenta a les balades Vadakkan Pattukal escrites sobre els chekavars de la regió de Malabar, a Kerala. Arnaud Van Der Veere es refereix al kalaripayattu com "la mare de totes les arts marcials", ja que li atribueix el fet de ser l'origen de totes les demés. El kalaripayattu és una art marcial dissenyada per al camp de batalla (la paraula "Kalari" que significa "camp de batalla"), amb armes i tècniques de combat exclusives de l'Índia.
Com la majoria de les altres arts marcials índies, el kalaripayattu s'inspira en gran manera en l'hinduisme i es basa en conceptes medicinals hindús que es troben a l'ayurveda. Els professionals del kalaripayattu posseeixen un coneixement intricat dels punts de pressió sobre el cos humà i tècniques de curació que incorporen el coneixement de l'ayurveda i el ioga. Als estudiants se’ls ensenya l'art marcial com una forma de vida, amb un sentit de compassió, disciplina i respecte cap al mestre, els companys d'estudis, els pares i la comunitat. Es fa especial èmfasi a evitar situacions de confrontació i a utilitzar l'art marcial només com a mitjà de protecció, quan no hi ha cap altra alternativa disponible.
A diferència d'altres parts de l'Índia, els guerrers de Kerala pertanyien a totes les castes. Les dones de la societat keralita també rebien formació en el kalaripayattu, i encara ho fan a dia d'avui. Algunes d'elles, com Unniyarcha apareixen en la col·lecció de balades de Kerala anomenades Vadakkan Pattukal, i són elogiades per la seva destresa marcial.
El 2017, Sri Meenakshi Amma, un gurukkal de 73 anys de Vadakara, va rebre el Padma Sri del Govern de l'Índia per les seves contribucions en la preservació del kalaripayattu.

## Estils

L'artista marcial Jasmine Simhalan fent una demostració de kalaripayattu.

Hi ha dos estils principals que es reconeixen generalment dins del kalaripayattu tradicional: l'estil del nord, o Vadakkan Kalari, i l'estil del sud, o Thekkan Kalari.
A textos com el Vadakkan Pattukal es parla d'un estil regional més minoritari de kalaripayattu anomenat Tulunadan Kalari, però es limita en gran manera a la regió de Tulu Nadu, al nord de Kerala i al sud de Karnataka.
Es diu que existeixen altres estils regionals més petits a regions aïllades de Kerala, però aquests són cada vegada més rars i difícils de trobar. Alguns exemples són el Dronamballi, l'Odimurassery, el Tulu Nadan Shaiva Mura i el Kayyangali.
L'entrenament en aquesta art marcial compon de quatre frases progressives: exercicis de control corporal, armes de fusta, armes de metall i combat desarmat. També en formen part un vessant sanadora, practicada pel mestre, i una altra religiosa i ritualística.